# 송명호
송명호(宋明鎬, 1955년 11월 11일 ~ )는 대한민국의 정치인이다. 제4·5대 평택시장(2004~2010)을 지냈다.

## 학력
- 성동국민학교 (졸업)
- 용산중학교 (졸업)
- 평택고등학교 (졸업)
- 한국외국어대학교 (스페인어과 / 학사)
- 평택대학교 사회개발대학원 (행정학 / 석사)
- 사우스캐롤라이나 주립대학교 사회복지대학원 (사회복지학 / 석사)

## 역대 선거 결과
|  | 51.0% |

|  | 53.72% |

|  | 41.43% |

| 전임 김선기 (권한대행)이용석 | 제4·5대 경기도 평택시장 2004년 6월 6일 ~ 2010년 6월 30일 | 후임 김선기 |